# Cinefondation
«Cinefondation» (Синефондасьон) — программа Каннского кинофестиваля, созданная с целью поддерживать молодых кинематографистов из разных стран. Была запущенна в 1998 году Жилем Жакобом. Разделена на три части: «La Sélection», «La Résidence» и «L’Atelier». Ежегодно «Cinefondation» отбирает от 15 до 20 короткометражных и среднеметражных фильмов, представленных киношколами со всего мира.